# Julianne Nicholson
Julianne Nicholson, född 1 juli 1971 i Medford, Massachusetts, är en amerikansk skådespelare. 2021 belönades hon med en Primetime Emmy Award för sin roll som Lori Ross i Mare of Easttown.
På film har hon bland annat medverkat i August: Osage County, Togo och Blonde.

## Privatliv
Julianne Nicholson är gift med den brittiske skådespelaren Jonathan Cake sedan 2004. Paret har två barn tillsammans. Hon lever ett relativt privat liv och har i intervjuer uttryckt en vilja att hålla familjelivet utanför rampljuset. 

## Filmografi (i urval)

### Film
- 1998 – One True Thing
- 2006 – Puccini for Beginners – Samantha
- 2013 – En familj – August: Osage County – Ivy Weston
- 2021 – With/In
- 2025 – The Amateur

### TV
- 2001 – Ally McBeal (TV-serie) – Jenny Shaw
- 2011 – Boardwalk Empire (TV-serie) – Esther Randolph
- 2013 – Masters of Sex (TV-serie) – Dr. Lillian DePaul
- 2021 – Mare of Easttown (TV-serie) – Lori Ross
- 2022 – Winning Time: The Rise of the Lakers Dynasty (TV-serie) – Cranny McKinney
- 2022 – Weird: The Al Yankovic Story (TV-film)
- 2025 – Paradise (TV-serie)